# 等宽字体

比例字体（上）
等宽字体（下）

等宽字体（英語：Monospaced Font）是指字元寬度相同的电脑字体。與比例字体相反，比例字体的字元寬度不同。

## 概要
传统西文印刷中，比例字体有利閱讀，但受打字机及早期电脑画面显示等技术所限，无法调整字母寬度比例，因此将字元都製成等宽。在等宽字体中，字母「i」、「j」两邊空白多，字母「w」、「m」的笔画紧凑。
但是随着图形用户界面普及和电脑技术提高，比例字体的局限得到突破，因此现在排版上显得比较自然的比例字体的使用已经相当普及。
东亚文字中，方块字基本視为等宽，如各地区的汉字、全型日语假名、韩语谚文音节等都是等宽，但有些中／日文字体將西文字元製成比例寬度，造成一体两式。
东亚標點有时会随标准规定、壓縮处理而改变宽度；CSS有項font-variant-east-asian设定可以自訂壓縮與否。
旧版中文Windows作業系統預設字体新細明體（正體）／中易宋体（简体）東西文皆等宽；Windows Vista改為微軟正黑體（正體）／微软雅黑（简体），全型字元等宽；半型西文字元比例寬度。

## 應用
在互聯網裡，網友和藝術家常用等寬字體創作ASCII藝術作品。若使用比例字體顯示這些作品，它們往往會因字體寬度不一而無法正確顯示圖樣。
| 比例字体                | 等宽字体                |
| ----------------------- | ----------------------- |
| ┌─┐ ┌┬┐ │ │ ├┼┤ └─┘ └┴┘ | ┌─┐ ┌┬┐ │ │ ├┼┤ └─┘ └┴┘ |

代碼編輯器、命令列／虛擬終端等純文字介面也會用等寬字體以便對齊，有利閱讀代碼文字，尤其在顯示比例過窄、小字體介面上不易分辨的字元（如Iilj1）與標點。
網頁瀏覽器在遇到<pre>、<code>等HTML標記時，通常預設使用等寬字體顯示其內容。

## 等宽字体举例

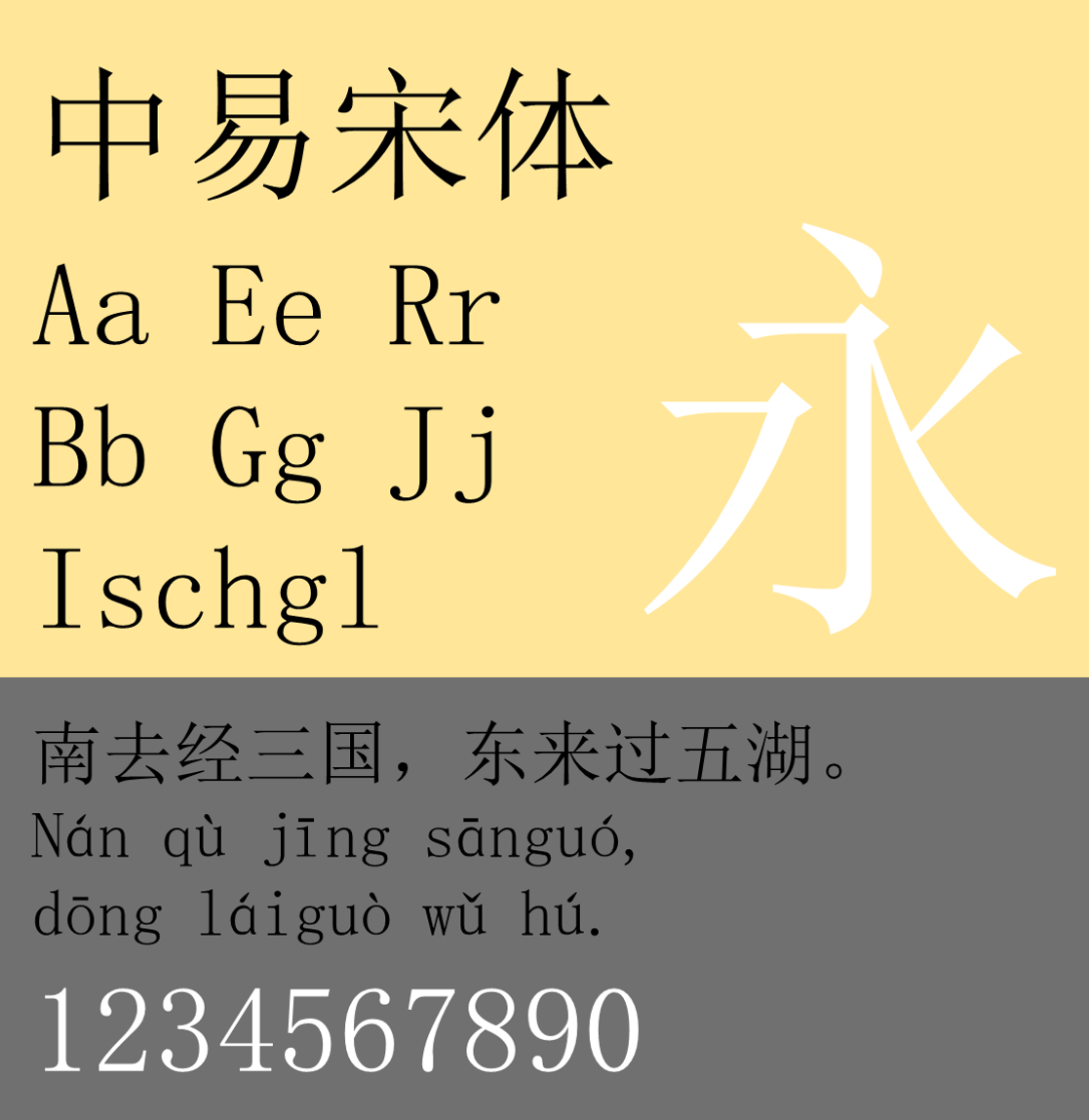
中易宋体

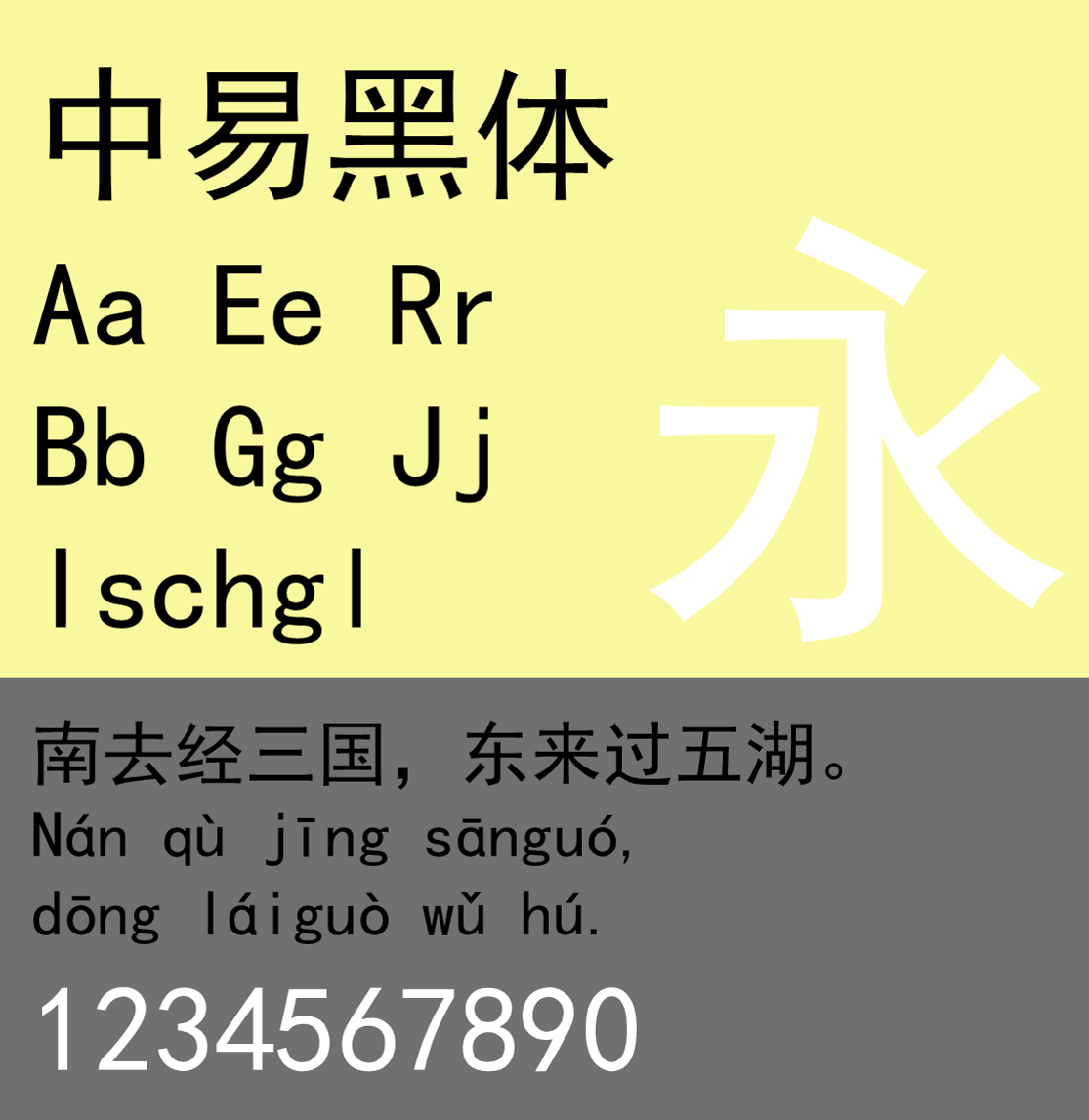
中易黑体

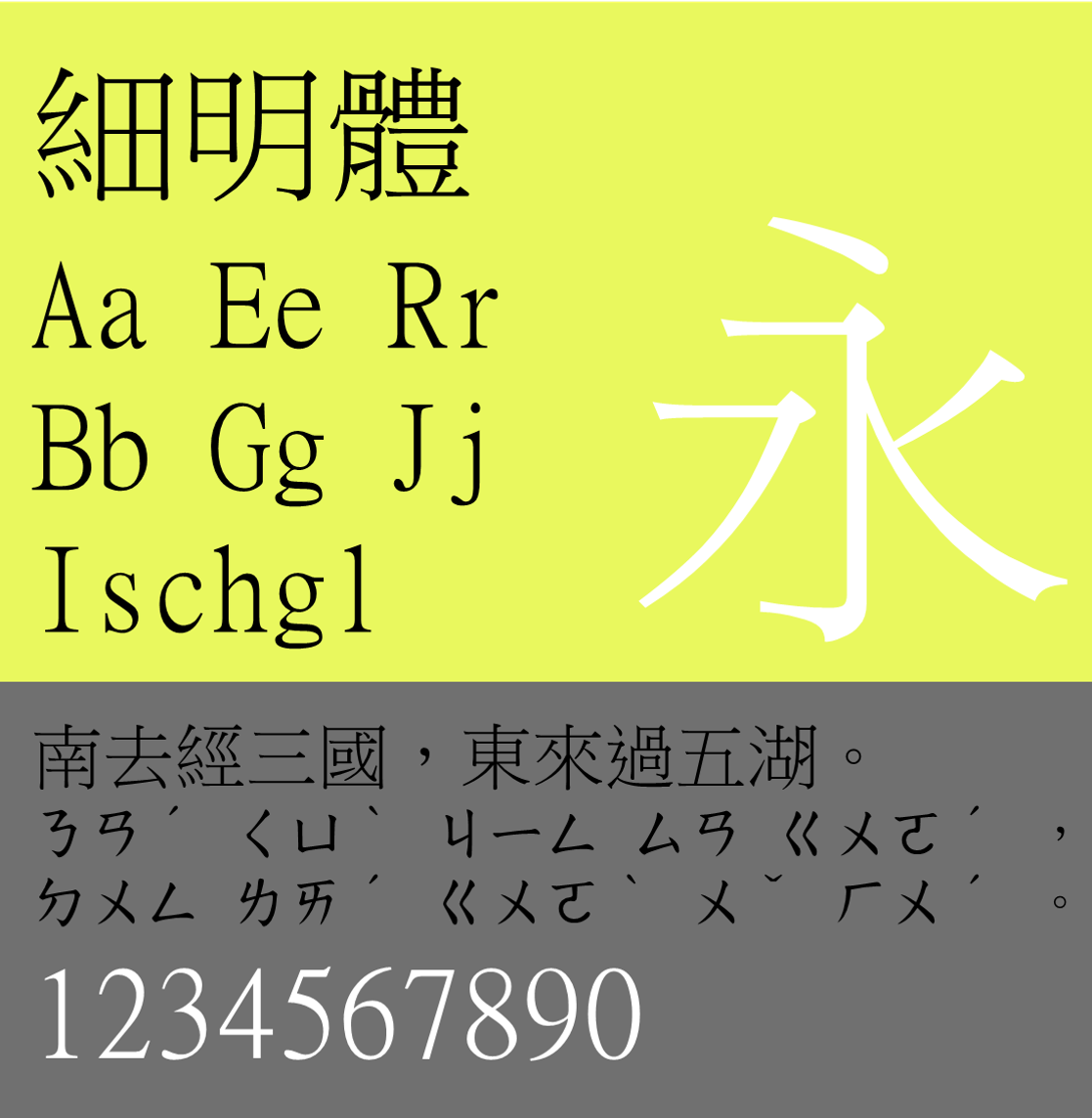
细明体

仅为举例，作業系統間可能有异。

### 西文字体
- Courier（PostScript核心字体）
  - Courier New
  - Nimbus Mono L
  - GNU FreeMono
  - Liberation Mono，其大小一致，“度量相容（metrically compatible）”
- DejaVu Sans Mono
  - Menlo
  - 文泉驿等宽正黑

以下列出通常只在某些系统找到的字体。
- GNU/Linux，Solaris
  - Luxi Mono
  - GNU Unifont
- macOS
  - Monaco
- Windows
  - Fixedsys
  - Consolas

### 西文等宽的中日韩字体
西文等宽的中日韩字体不少，如中易宋体、中易黑体、さざなみ（Sazanami）、IPA字体、細明體、Hei、Kai、Osaka－等幅和MS明朝；一些西文等宽的中日韩字体有比例半型版，如新細明體（PMingLiU），名字前有P。